# Propach
Propach ist eine Ortschaft in der Stadt Waldbröl im Oberbergischen Kreis im südlichen Nordrhein-Westfalen (Deutschland) innerhalb des Regierungsbezirks Köln.

## Lage und Beschreibung
Der Ort liegt ca. 8,3 km südwestlich von Waldbröl und 2,7 km östlich von Ruppichteroth auf den Hängen der Nutscheid. Umliegende Ortschaften sind Schönhausen, Neuroth, Benroth und Pulvermühle im Norden, Obergeilenkausen im Osten, Neuenhähnen im Südosten, Krahwinkel im Süden und Niederpropach im Westen.

## Geschichte
Im Jahr 1550 ist mit Alef in der Proppich die erste Person in Propach belegt.
1575 wird ein Claeß zu Propach und sein Sohn genannt. Claeß bezahlte die Wassernutzung an Homburg für den Hammer und die Ölmühle auf eigenem Grund.
Ein Weiderechtsstreit, auch „Ochsenkrieg“ genannt, zwischen Propach und Benroth endete 1784 vor dem Bergischen Hofgericht.

### Erstnennung
1550 wurde der Ort das erste Mal urkundlich erwähnt „Aleff in der Proppich“.
Schreibweise der Erstnennung: Proppich.